# Roosville (Montana)

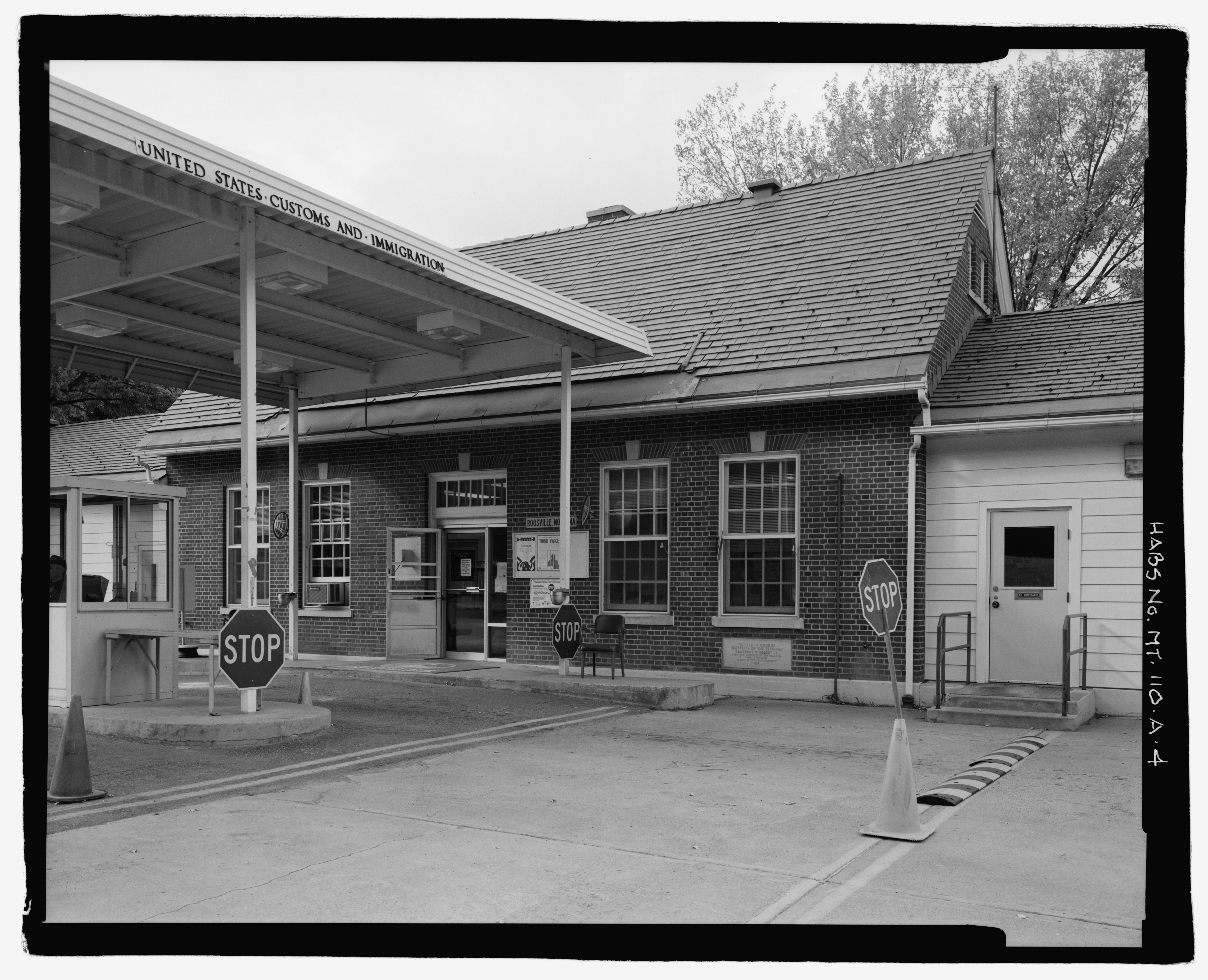
Servizio doganale degli Stati Uniti presso il Porto di Roosville, edificio principale del Porto, U.S. Route 93.

Roosville è un'area non incorporata e un Porto di entrata degli Stati Uniti sul confine Canada-U.S.A. nella Contea di Lincoln in Montana, al capolinea Nord della U.S. Route 93. La località oltre il confine dal lato canadese è anch'essa denominata Roosville ed è il capolinea Sud della British Columbia Highway 93.